# Khamgaon
Khamgaon es una ciudad y  municipio situada en el distrito de Buldana en el estado de Maharashtra (India). Su población es de 94191 habitantes (2011). Es la mayor ciudad del distrito. 

## Demografía
Según el censo de 2011 la población de Khamgaon era de 94191 habitantes, de los cuales 48368 eran hombres y 45823 eran mujeres. Khamgaon tiene una tasa media de alfabetización del 91,96%, superior a la media estatal del 82,34%: la alfabetización masculina es del 95,07%, y la alfabetización femenina del 88,69%.